# Landtagswahl in Lippe 1929
- KPD: 1
- SPD: 9
- DDP: 1
- WP: 1
- DVP: 3
- CNBL: 2
- VRP: 1
- DNVP: 3

Die Landtagswahl in Lippe vom 6. Januar 1929 war die Wahl zum 4. Landtag in Freistaat Lippe, einem Kleinstaat der Weimarer Republik. Die SPD Lippe ging aus der Wahl mit deutlichen Gewinnen als erneut stärkste Kraft hervor. Großer Verlierer war die DNVP.

## Vorgeschichte
Bei der Landtagswahl in Lippe 1925 hatte die SPD leichte Gewinne erzielt und war stärkste Fraktion geblieben. Sie bildete mit der DDP und der DVP weiterhin eine Koalition. An der Spitze der Landesregierung stand weiterhin Heinrich Drake.
Das Wahlergebnis 1925 lautete:
| Partei                                                  | Stimmen absolut | Stimmen in % | Sitze |
| ------------------------------------------------------- | --------------- | ------------ | ----- |
| SPD                                                     | 30.144          | 34,33 %      | 8     |
| DNVP                                                    | 22.285          | 25,38 %      | 6     |
| DVP                                                     | 13.817          | 15,74 %      | 3     |
| DDP                                                     | 7.115           | 8,1 %        | 1     |
| Wirtschaftliche Vereinigung der Haus- und Grundbesitzer | 5.570           | 6,34 %       | 1     |
| Gewerkschaftsbund                                       | 4.551           | 5,18 %       | 1     |
| KPD                                                     | 3.649           | 4,16 %       | 1     |
| NSDAP                                                   | 678             | 0,77 %       | ./.   |

Das Wahlrecht sah einen Landtag mit 21 Abgeordneten vor, die in freier, gleicher, direkter und geheimer Wahl im Verhältniswahlrecht gewählt werden sollten. Mindestalter war 20 Jahre.
Bei der Reichstagswahl 1928 hatte die SPD in Lippe leicht zugelegt und die DNVP einen Einbruch erlitten und damit die Tendenz der Landtagswahl vorweggenommen.

## Wahlergebnis
Die Wahlbeteiligung brach auf 76,33 % ein, der Anteil der ungültigen Stimmen 1,68 %. Die gültigen Stimmen verteilten sich wie folgt:
| Partei                      | Stimmen absolut | Stimmen in % | Sitze |
| --------------------------- | --------------- | ------------ | ----- |
| SPD                         | 31.540          | 38,98 %      | 9     |
| DVP                         | 10.054          | 12,43 %      | 3     |
| DNVP                        | 9.576           | 11,84 %      | 3     |
| CNBL                        | 6.412           | 7,93 %       | 2     |
| WP                          | 5.590           | 6,91 %       | 1     |
| KPD                         | 4.987           | 6,16 %       | 1     |
| DDP                         | 4.495           | 5,56 %       | 1     |
| Volksrechtspartei           | 3.225           | 3,99 %       | 1     |
| NSDAP                       | 2.713           | 3,35 %       | ./.   |
| Katholische Volksvertretung | 2.313           | 2,86 %       | ./.   |

Die gewählten Abgeordneten finden sich in der Liste der Mitglieder des Landtages (Freistaat Lippe) (4. Wahlperiode).
SPD, DDP und DVP setzten ihre Koalition fort, die das Landespräsidium unter Heinrich Drake (SPD) bildete.

### Sozialökonomische Struktur der Abgeordneten
Der Frauenanteil der Abgeordneten betrug 3,7 %. Die überwiegende Zahl der Abgeordneten, nämlich 15 von 27, stammte aus den Städten, der Anteil der Abgeordneten aus den Landgemeinden erreichte aber mit 44,4 % einen Höchststand. Mit 6 Abgeordneten oder 22 % kamen überproportional viele Abgeordnete aus Detmold, aber dieser Anteil war der geringste bei allen lippischen Wahlen in der Weimarer Republik. Nach Berufsgruppen ergab sich folgende Verteilung:
| Berufsgruppe           | Zahl Abgeordnete |
| ---------------------- | ---------------- |
| Selbstständige         | 11               |
| Beamte                 | 3                |
| Angestellte            | 6                |
| Arbeiter               | 4                |
| Pensionäre und Rentner | 1                |
| Sonstige               | 2                |